# Dudypta
Dudypta (ros. Дудыпта) – rzeka w azjatyckiej części Rosji w Kraju Krasnojarskim, prawy dopływ Piasiny. Długość rzeki wynosi 387 km. Występują tu różne gatunki ryb np. muksun, czyr.
Dudypta uchodzi do Piasiny we wsi Kresty. Od tego miejsca przez 700 km aż do ujścia Piasina jest żeglowna.